# La Rochelle-Normande
La Rochelle-Normande är en kommun i departementet Manche i regionen Normandie i norra Frankrike. Kommunen ligger i kantonen La Haye-Pesnel som tillhör arrondissementet Avranches. År 2018 hade La Rochelle-Normande 350 invånare.

## Befolkningsutveckling
Antalet invånare i kommunen La Rochelle-Normande
| Referens: INSEE |